# Across the Dark
Across the Dark (с англ. — «Через тьму») — четвёртый полноформатный студийный альбом финской мелодик-дэт-метал группы Insomnium. Он был выпущен 7 сентября 2009 года на Candlelight Records. Альбом был выбран немецким интернет-журналом Metal 1 «Альбом месяца сентября 2009 года».
Песня «Weighed Down with Sorrow» посвящена умершему гитаристу группы Sentenced Миике Тенкуле.

## Список композиций
| №                   | Название                    | Текст песни         | Музыка              | Длительность |
| ------------------- | --------------------------- | ------------------- | ------------------- | ------------ |
| 1.                  | «Equivalence»               | Вилле Фриман        | Фриман              | 3:18         |
| 2.                  | «Down with the Sun»         | Нийло Севянен       | Фриман Севянен      | 4:22         |
| 3.                  | «Where the Last Wave Broke» | Фриман              | Фриман              | 5:03         |
| 4.                  | «The Harrowing Years»       | Севянен             | Фриман Севянен      | 6:39         |
| 5.                  | «Against the Stream»        | Фриман              | Фриман              | 6:11         |
| 6.                  | «The Lay of Autumn»         | Севянен             | Фриман Севянен      | 9:08         |
| 7.                  | «Into the Woods»            | Вилле Вянни         | Фриман              | 5:08         |
| 8.                  | «Weighed Down with Sorrow»  | Фриман              | Фриман              | 5:51         |
| Общая длительность: | Общая длительность:         | Общая длительность: | Общая длительность: | 45:40        |

| №                   | Название             | Текст песни         | Музыка              | Длительность |
| ------------------- | -------------------- | ------------------- | ------------------- | ------------ |
| 9.                  | «The New Beginning»  | Фриман              | Фриман              | 7:15         |
| 10.                 | «Into the Evernight» | Севянен             | Севянен             | 5:28         |
| Общая длительность: | Общая длительность:  | Общая длительность: | Общая длительность: | 58:23        |

| Оценки критиков | Оценки критиков |
| Источник        | Оценка          |
| --------------- | --------------- |
| Allmusic        | [ 4 ]           |
| Sputnik Music   | [ 5 ]           |
| MetalEater      | A−              |
| Blistering.com  | [ 7 ]           |
| Thrash Hits     | [ 8 ]           |
| Metal 1         | [ 9 ]           |

## Участники записи

### Insomnium
- Нийло Севянен — бас-гитара, гроулинг
- Вилле Фриман — гитара
- Вилле Вянни — гитара
- Маркус Хирвонен — ударные

### Дополнительные участники
- Алекси Мунтер — клавишные
- Ханну Хонконен — клавишные
- Юлес Навери — чистый вокал (песни 3, 4, 6)

### Производство
- Саму Ойттинен — продюсер, микширование
- Минерва Паппи — мастеринг

## Чарты
| Чарт (2009)                              | Высшая позиция |
| ---------------------------------------- | -------------- |
| Finnish Albums (Suomen virallinen lista) | 5              |